# Chandi
Chandi (Caṇḍī) — također poznata kao Chandika (Caṇḍika) — hinduistička je božica, smatrana spojem božicâ Parvati, Lakšmi i Sarasvati. Ona je najstrašniji oblik Šakti, ženske energije svemira. Šaktisti — hinduisti koji posebno štuju božice — smatraju Chandi inkarnacijom Adi Parashakti, koja je najviši oblik Šakti. Za Chandi se kaže da ne može tolerirati zlo te je zbog toga put do nje iznimno težak.

## Devi Mahatmya
U svetom spisu Devi Mahatmya, u kojoj je proslavljena Šakti, Chandi je spomenuta kao moć Brahmana, koja uništava zle asure. Zbog toga ju šaktisti zazivaju kako bi uklonila zapreke s puta prema oslobođenju.

## Bengal
Chandi je iznimno popularna u Bengalu, gdje ju smatraju Šivinom ženom te Ganešinom majkom. Tamo je povezana i s Kali.

## Pogledajte također
- Chandigarh — indijski grad nazvan po Chandi
- Chandi di Var — himna Chandi